# Gitarrbröderna Värnamo
Gitarrbröderna Värnamo var en sånggrupp i Värnamo. De framförde läsarsånger och var medlemmar i Filadelfiaförsamlingen i Värnamo.

## Medlemmar
Gruppen bestod av Sigfrid Svensson, Stig Engvall, Simon Svensson, Bertil Höögs, Åke Gärdborn och Göte Hallgren.

## Diskografi

### Singlar
- 1963 - Gitarrbröderna Värnamo.[3]
  - Jag är en himmelsk emigrant
  - Ifrån barnaårens tid
  - Nu kvällens sol går ner
  - När jag mitt liv åt Jesus gav

- 1968 - Gitarrbröderna Värnamo.[4]
  - O, släpp ej din trosblick från Jesus
  - Sänd honom bud
  - Vilken lycka
  - Lossa båten från land

- Gitarrbröderna Värnamo.[2]
  - Guldgrävarsången
  - Ja snaran har gått sönder
  - Jag önskar att se Jesus först av allt
  - I aftonskymning

- 1970 - Gitarrbröderna Värnamo.[1]
  - Gud i naturen
  - Underbara land
  - Vännen framför andra
  - Du fallna stjärna

### Samlingsalbum
- 1986 - Gitarrbröderna Värnamo.[5]